# Trichomasthus bicolor
Trichomasthus bicolor är en stekelart som beskrevs av Svetlana N. Myartseva 1982. Trichomasthus bicolor ingår i släktet Trichomasthus och familjen sköldlussteklar.
Artens utbredningsområde är Mongoliet. Inga underarter finns listade i Catalogue of Life.